# Великорыбальское
Великорыбальское (укр. Великорибальське) — село, относится к Саратскому району Одесской области Украины.
Население по переписи 2001 года составляло 458 человек. Почтовый индекс — 68260. Телефонный код — 4848. Занимает площадь 0,14 км². Код КОАТУУ — 5124587702.

## История
В 1945 г. Указом ПВС УССР хутор Балакчели-Великие переименован в Великорыбальский.

## Местный совет
68260, Одесская обл., Саратский р-н, с. Ярославка, ул. Первомайская, 4